# 川口市立青木中学校
川口市立青木中学校（かわぐちしりつ あおきちゅうがっこう）は、埼玉県川口市青木にある公立中学校。通称「青中（あおちゅう）」。

## 沿革
- 1947年4月1日 - 川口市立青木中学校創設
- 2009年8月 - 吹奏楽部金賞受賞
- 2018年10月 - 吹奏楽部全国金賞受賞

## 教育目標
- 心を磨く（徳力）…心豊かで思いやりをもって行動する生徒
- 身体を磨く（体力）…健康でたくましく生きぬく生徒
- 智性を磨く（知力）…自ら学び、自ら考え、正しく判断できる生徒

## 部活動

### 運動部
- 陸上部
- 水泳部
- 卓球部
- 男子バレー部
- 女子バレー部
- 野球部
- 男子バスケット部
- 女子バスケット部
- 男子硬式テニス部
- 女子硬式テニス部
- 女子ソフトテニス部
- 男子ソフトテニス部
- 剣道部
- サッカー部
- ソフトボール部

### 文化部
- 吹奏楽部 - コンクール全国大会に4度出場、第66回全日本吹奏楽コンクールで初の金賞受賞（2018年度）
- コーラス部
- 家庭科部
- 美術部
- 将棋部
- 総合部

## 出身者
- 山口宏樹 - 埼玉大学学長、大学入試センター理事長
- 松本剛 - 北海道日本ハムファイターズ外野手